# Політетрафторетилен

Хімічна формула

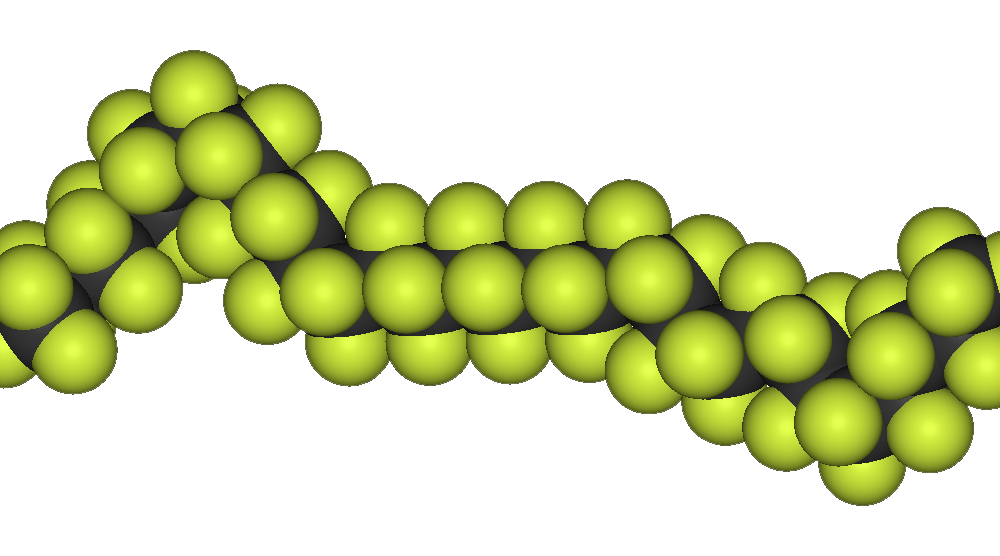
Тривимірна модель структури речовини

Політетрафторете́н  (Політетрафторетилен, ПТФЕ, фторопла́ст-4) (-CF2-)n, також відомий під торговою маркою Teflon™ — полімер, пластична маса, що використовується в різних галузях науки, техніки і в побуті.

## Історія
Політетрафторетен — перший полімерний матеріал, що містить фтор, був отриманий випадково. У 1938 році американський хімік Рой Планкетт (Roy J. Plunkett) працював над створенням нового негорючого і нетоксичного холодоагента. Для цього він заповнив балон тетрафторетеном і помістив його в «сухий лід». Наступного дня відбулася реакція полімеризації газу в тверде тіло і в балоні утворився білий слизький порошок. Він виявився хімічно інертним, термостійким, не взаємодіяв з більшістю розчинників та кислот. Значення коефіцієнту тертя нового матеріалу було дуже низьким.
Це був полімер — політетрафторетен.
```
  nCF
2
CF
2
 = -(CF
2
-CF
2
)-
n
```

В 1946 році американська компанія DuPont, якій належить патент на винахід цього полімеру, дала йому назву тефлон.

## Властивості

### Фізичні

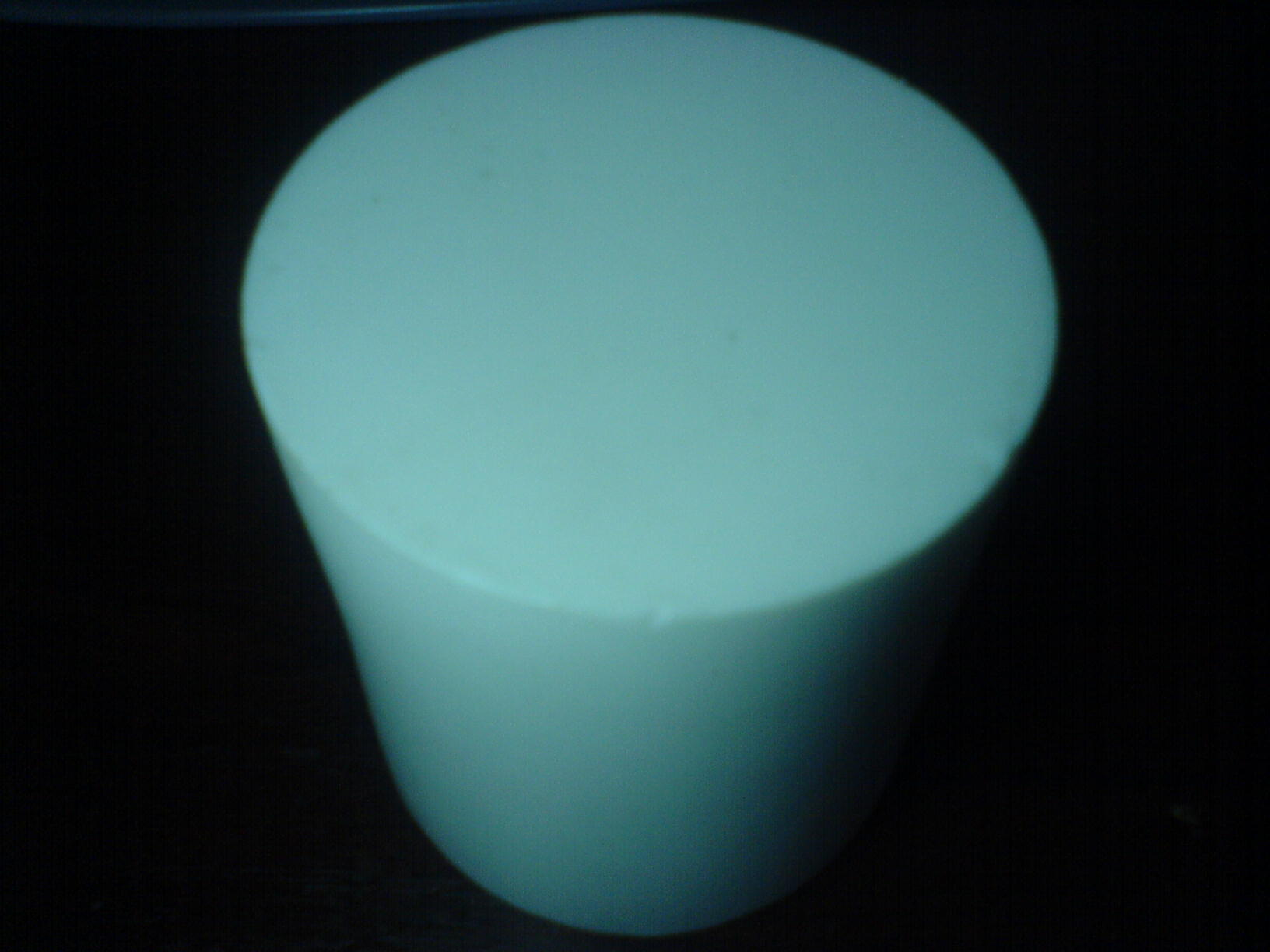
Фторопласт-4 (пресований циліндр)

Тефлон — біла, в тонкому шарі прозора речовина, що зовні нагадує парафін або поліетилен. Характеризується високою тепло- і морозостійкістю, залишається гнучким і еластичним при температурах від -250 до +250 °C, що дає змогу застосовувати його як ізоляційний матеріал в багатьох галузях. Тефлон має дуже низький поверхневий натяг і адгезію і не змочується ані водою, ані жирами, ані більшістю органічних розчинників.

### Хімічні
За своєю хімічною стійкістю перевищує всі відомі синтетичні матеріали і благородні метали. За помірної температури не руйнується під впливом концентрованих лугів, кислот і навіть суміші азотної і соляної кислот. Руйнується розплавами лужних металів (та їхніми розчинами у рідкому аміакові), фтором і трифторидом хлору.
```
    F   F
    |   |
R - C - C - R
    |   |
    F   F
```

Фторопласт-3, Політрифторхлоретилен. Термопластичний.
```
    F  Cl
    |   |
R - C - C - R
    |   |
    F   F
```

## Застосування
Тефлон застосовують у хімічній, електротехнічній і харчовій промисловості, а також у медицині.

### Електроніка
Тефлон широко використовується у високочастотній техніці, оскільки, на відміну від близьких за властивостями поліетилену або поліпропілену, має дуже низький коефіцієнт зміни коефіцієнта діелектричної проникності залежно від температури, а також украй низькі діелектричні втрати. Ці властивості, разом з теплостійкістю, обумовлюють його широке застосування у військовій і аерокосмічній техніці.

### Змащування
Фторопласт (тефлон) — чудовий антифрикційний матеріал, з коефіцієнтом тертя ковзання найменшим з відомих доступних конструкційних матеріалів (навіть меншим, ніж у танучого льоду). Проте через м'якість і текучість він непридатний для дуже навантажених підшипників і в основному використовується в приладобудуванні.
Відомі мастила з введеним в їхній склад дрібнодисперсним фторопластом. Їх відрізняє те, що наповнювач, осідаючи на металевих поверхнях, що труться, дозволяє у низці випадків якийсь час працювати механізмам з системою змащення, що повністю відмовила, тільки завдяки антифрикційним властивостям фторопласту.

### Лакофарбова промисловість
Тефлон, збагачений атомами водню, набуває рідкого стану, що дозволяє використовувати його як додаток до фарб та імпрегнатів.
Завдяки сильним міжмолекулярним зв'язкам, тефлон утворює міцну поверхневу плівку та не вступає в реакцію з іншими сполуками, тому забезпечує високу стійкість оброблених поверхонь до механічного впливу, води, атмосферних явищ та легке очищення від забруднень.
Декоративне покриття з Teflon surface protector є стійким та паро-, газопроникним.

### Харчова промисловість і побут

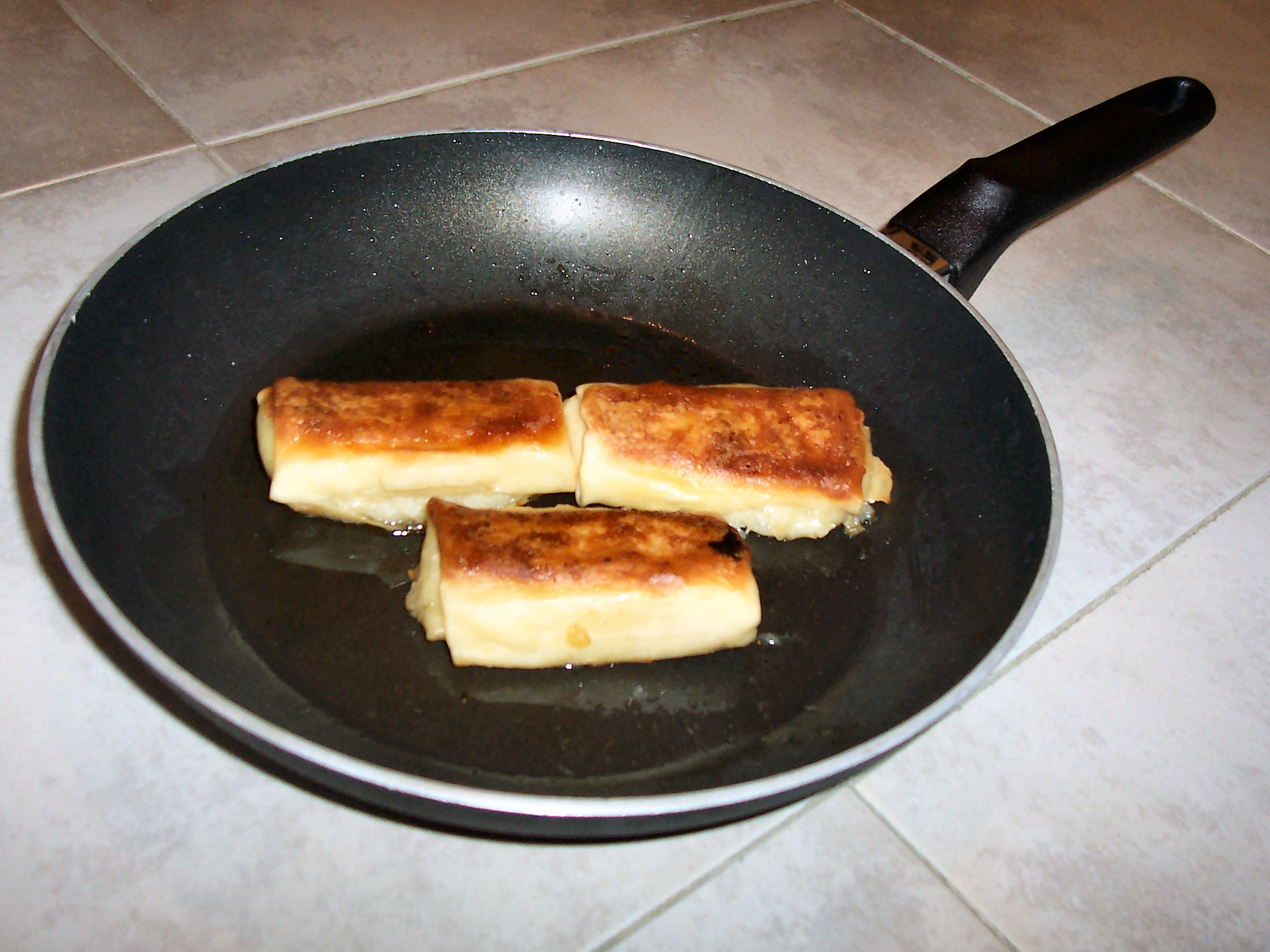

Завдяки низькій адгезії, незмочуваності і термостійкості тефлон у вигляді покриття широко застосовується для виготовлення екструзійних форм і форм для випічки, а також сковорід, каструль і чайників.
Використовується також при виготовленні килимів, парасольок, плащів, курток, куль і багатьох інших предметів.

#### Догляд за посудом з тефлоновим покриттям
Тефлонове покриття характеризується невеликою міцністю, тому при приготуванні їжі в такому посуді слід використовувати тільки м'які — дерев'яні, пластикові або покриті шаром пластика — приладдя (лопатки, ополоники тощо). Посуд з тефлоновим покриттям потрібно мити в теплій воді м'якою губкою, з додаванням рідкого мийного засобу, без використання абразивних губок або паст для чищення.

## Безпека використання
Використання виробів, які містять тефлон, є безпечним. Це підтверджують дослідження лабораторії Гаскеля та американського управління санітарного нагляду за якістю харчових продуктів та медикаментів (FDA).
Можливий негативний вплив політетрафторетену на здоров'я людини вже багато років є предметом спекуляцій. За звичайних умов полімер дуже стійкий та інертний, не вступає в реакцію з їжею, водою та побутовою хімією. При потраплянні в організм політетрафторетен нешкідливий. Фторопласт потенційно біологічно небезпечний тільки у двох випадках: при виробництві та при перегріванні готового полімера (за температури вищої, ніж 200 °C).
В Мережі поширені твердження про небезпеку використання тефлону в побуті для посуду. Хоча ці твердження мають наукоподібний вигляд, як правило, вони є анонімними, і без прямих посилань на джерела. Ймовірно, ці звинувачення походять від конкурентної війни 1950-60-х років виробників посуду проти DuPont, що володів монопольними правами на виготовлення тефлонового посуду на території США.
Багато років корпоративний адвокат Роберт Білотт, який розкрив зв’язок між низкою таємничих смертей і великою кількістю захворювань у маленькому містечку та хімічною компанією DuPont, яка протягом декількох десятиліть незаконно зливала хімічні сполуки до річок, судиться з виробником тефлону. Про це був знятий фільм Темні води.

### Перфтороктанова кислота
Перфтороктанова кислота (англ. PFOA або C8) використовувалася у США (до 2013 року) як поверхнево-активна речовина в емульсійній полімеризації політетрафторетилену, наприклад у виробництві посуду з антипригарним покриттям. Зберігається в навколишньому середовищі необмежений час, канцерогенна для людей.
У результаті колективного позову до DuPont у 1998 році троє епідеміологів провели дослідження серед населення Паркерсбурга у Західній Вірджинії, який оточує хімічний завод «Chemours Washington Works», де використовувалася хімічна речовина, та виявили зв'язок між впливом перфтороктанової кислоти та шістьма істотними наслідками для здоровя: рак нирок, рак яєчок, виразковий коліт, захворювання щитовидної залози, гіперхолестеринемія (високий рівень холестерину) та гіпертензія вагітних (високий кров'яний тиск під час вагітністі). Перфтороктанова кислота виявлена у промислових відходах, килимах, стійких до плям, рідинах для чищення килимів, домашньому пилу, пакетах для попкорну в мікрохвильовій печі, воді, їжі та посуді з політетрафторетилену тощо. Перфтороктанова та перфтороктансульфонова кислоти також виявлені в крові кожного американця в частках на мільярд, хоча у період з 1999 по 2014 рік концентрації зменшилися відповідно на 70% та на 84%, що збігається з судовими обмеженнями, кінцем виробництва та поступової їх відмови у США.

### GenX
Унаслідок судових процесів щодо колективного позову з приводу заборони перфтороктанової кислоти DuPont почав використовувати GenX, аналогічну фторовану сполуку, яка замінила перфтороктанову кислоту у виробництві фторполімерів, таких як політетрафторетилен. Однак Агенція з охорони довкілля США класифікувало її як ще більш токсичну, ніж перфтороктанова кислота, яку він мав замінити.